# Maḑīq Jūbāl
Maḑīq Jūbāl är ett sund i Egypten. Det ligger i den östra delen av landet, 400 km sydost om huvudstaden Kairo.